# Малый Атмис
Малый Атмис — река в Каменском районе Пензенской области России, левый приток Атмиса. Длина реки составляет 41 км, площадь водосборного бассейна — 635 км².
Река берёт начало у деревни Усть-Атмис в 179 км юго-восточнее города Каменка. Исток находится на Керенско-Чембарской возвышенности и лежит на водоразделе Волги и Дона — неподалёку берёт начало река Арчада. Течёт на северо-запад, затем поворачивает на север. Протекает через деревни и сёла Усть-Атмис, Залесное, Владыкино, Троицкое, Ключище, Кевдо-Мельситово. Впадает в Атмис ниже города Каменка. Перед устьем соединена протокой с другим притоком Атмиса — рекой Варежка.

## Притоки
(указано расстояние от устья)
- 12 км: река Кевда (лв)
- 16 км: река Калдусс (лв)
- 22 км: река Липлейка (лв)
- 30 км: ручей Ключи (лв)

## Данные водного реестра
По данным государственного водного реестра России относится к Окскому бассейновому округу, водохозяйственный участок реки — Мокша от истока до водомерного поста города Темников, речной подбассейн реки — Мокша. Речной бассейн реки — Ока.
Код объекта в государственном водном реестре — 09010200112110000026905.